# Juliette Welfling
Juliette Welfling (...) è una montatrice francese.
È collaboratrice abituale del regista Jacques Audiard, per il quale ha curato il montaggio di ogni suo film, fin dall'esordio Regarde les hommes tomber (1994).
Ha vinto cinque volte il Premio César per il miglior montaggio (nel 1995 per Regarde les hommes tomber, nel 2006 per Tutti i battiti del mio cuore, nel 2008 per Lo scafandro e la farfalla, nel 2010 per Il profeta e nel 2013 per Un sapore di ruggine e ossa) ed è stata candidata in altre due occasioni.
Il suo lavoro per il film Lo scafandro e la farfalla le ha valso anche la candidatura all'Oscar al miglior montaggio.

## Filmografia
- Regarde les hommes tomber, regia di Jacques Audiard (1994)
- Un héros très discret, regia di Jacques Audiard (1996)
- Bernie, regia di Albert Dupontel (1996)
- Bouge!, regia di Jérôme Cornuau (1997)
- Déjà mort, regia di Olivier Dahan (1998)
- Civilisées, regia di Randa Chahal Sabag (1999)
- Un affare di gusto (Une affaire de goût), regia di Bernard Rapp (2000)
- Barnie et ses petites contrariétés, regia di Bruno Chiche (2001)
- Sulle mie labbra (Sur mes lèvres), regia di Jacques Audiard (2001)
- Pollicino (Le Petit Poucet), regia di Olivier Dahan (2001)
- La Guerre à Paris, regia di Yolande Zauberman (2002)
- Aram, regia di Robert Kechichian (2002)
- Janis et John, regia di Samuel Benchetrit (2003)
- RRRrrrr!!!, regia di Alain Chabat (2004)
- Tutti i battiti del mio cuore (De battre mon cœur s'est arrêté), regia di Jacques Audiard (2005)
- L'arte del sogno (La Science des rêves), regia di Michel Gondry (2006)
- Prestami la tua mano (Prête-moi ta main), regia di Éric Lartigau (2006)
- Ma place au soleil, regia di Eric de Montalier (2007)
- Lo scafandro e la farfalla (Le Scaphandre et le Papillon), regia di Julian Schnabel (2007)
- Un cœur simple, regia di Marion Laine (2008)
- Espion(s), regia di Nicolas Saada (2009)
- Il profeta (Un prophète), regia di Jacques Audiard (2009)
- Miral, regia di Julian Schnabel (2010)
- Scatti rubati (L'homme qui voulait vivre sa vie), regia di Éric Lartigau (2010)
- Love and Bruises, regia di Lou Ye (2011)
- Un sapore di ruggine e ossa (De rouille et d'os), regia di Jacques Audiard (2012)
- Hunger Games, regia di Gary Ross (2012)
- Il passato (Le Passé), regia di Asghar Farhadi (2013)
- Loin des hommes, regia di David Oelhoffen (2014)
- Dheepan - Una nuova vita (Dheepan), regia di Jacques Audiard (2015)
- Free State of Jones, regia di Gary Ross (2016)
- Ocean's 8, regia di Gary Ross (2018)
- I fratelli Sisters (The Sisters Brothers), regia di Jacques Audiard (2018)
- #IoSonoQui (#jesuislà), regia di Éric Lartigau (2019)
- Amanti (Amants), regia di Nicole Garcia (2020)
- Parigi, 13Arr. (Les Olympiades), regia di Jacques Audiard (2021)
- Mothers' Instinct, regia di Benoît Delhomme (2024)
- Emilia Pérez, regia di Jacques Audiard (2024)